# 水酸化カドミウム
水酸化カドミウム（すいさんかカドミウム、Cadmium hydroxide）は、化学式 Cd(OH)2 で表されるカドミウムの水酸化物である。
日本国内では毒物及び劇物取締法により劇物に指定される。

## 合成
二酸化炭素を含まない硝酸カドミウム水溶液に、炭酸塩を含まないやや過剰の水酸化ナトリウム水溶液を加えると沈殿として得られる。
{\displaystyle {\ce {Cd^{2+}(aq)\ + 2OH^-(aq) -> Cd(OH)2}}}

## 性質
無色の片状結晶または無定形の固体粉末である。
同質異像の構造が存在し、六方晶系のβ型が最も安定であるが、アルキルカドミウムの加水分解により得られるγ型のものは単斜晶系である。ほかにグルコースの存在下、硝酸カドミウムの加水分解により得られるα型の二重層構造のものも存在する。
水には極僅かにしか溶解せず、希酸およびアンモニウム塩水溶液に容易く溶解する。その溶解度積は以下の通りである。イオン半径が亜鉛より大きいため溶解度積は水酸化亜鉛よりやや大きく、塩基性もやや強い。
{\displaystyle {\ce {Cd(OH)2\ \rightleftarrows \ Cd^{2+}(aq)\ +2OH^{-}(aq)\ ,}}} {\displaystyle \ K_{\rm {sp}}=2.8\times 10^{-14}}
水酸化亜鉛と異なり希アルカリ水溶液にはほとんど溶解しないが、熱濃アルカリ水溶液には溶解してカドミウム酸塩を生じる。例えば5 mol dm^{−3}水酸化ナトリウム水溶液100cm^{3}には25℃で0.13 g溶解する。
{\displaystyle {\ce {Cd(OH)2\ +2OH^{-}\ \rightleftarrows \ [Cd(OH)4]^{2-}}}}
アンモニア水には錯体を生成して溶解する。
{\displaystyle {\ce {Cd(OH)2\ + 4NH3 ->\ [Cd(NH3)4]^{2+}\ + 2OH^-}}}
200℃程度の加熱により分解し、水を失って酸化カドミウムになる。
{\displaystyle {\ce {Cd(OH)2 -> CdO\ + H2O}}}

## 水酸化カドミウム型構造
水酸化カドミウム型構造は六方晶系のヨウ化カドミウム型構造のヨウ化物イオンの位置に水酸化物イオンが配置した結晶構造である。これは水酸化物イオンがほぼ六方最密充填構造に配置し、c軸方向の層の一つおきに八面体六配位の間隙に金属イオンが位置している。
層状構造であり、結晶には著しい劈開が見られる。多くの2価の金属の水酸化物に見られる結晶構造である。
| 水酸化物           | 化学式                          | 格子定数 / Å | 格子定数 / Å |
|                    |                                 | a            | c            |
| ------------------ | ------------------------------- | ------------ | ------------ |
| 水酸化カルシウム   | {\displaystyle {\ce {Ca(OH)2}}} | 3.58         | 4.90         |
| 水酸化マグネシウム | {\displaystyle {\ce {Mg(OH)2}}} | 3.11         | 4.74         |
| 水酸化マンガン(II) | {\displaystyle {\ce {Mn(OH)2}}} | 3.34         | 4.68         |
| 水酸化鉄(II)       | {\displaystyle {\ce {Fe(OH)2}}} | 3.24         | 4.47         |
| 水酸化コバルト(II) | {\displaystyle {\ce {Co(OH)2}}} | 3.173        | 4.640        |
| 水酸化ニッケル(II) | {\displaystyle {\ce {Ni(OH)2}}} | 3.117        | 4.595        |
| 水酸化カドミウム   | {\displaystyle {\ce {Cd(OH)2}}} | 3.47         | 4.64         |

## 用途
ニッケル・カドミウム蓄電池の負極活物質として用いられる。ただし水酸化カドミウムは放電された形態であり、充電により還元され単体カドミウムとなる。
{\displaystyle {\ce {{Cd(OH)2}+2{\mathit {e}}^{-}<=>{Cd}+2OH^{-}}}} , {\displaystyle \ E^{\circ }=-0.824\ {\rm {V}}}